# Ka (chirilic)
К (К, к) este o literă a alfabetului chirilic. Corespondentul său în limba română este K (K, k).